# Talinovité
Talinovité (Talinaceae) je čeleď vyšších dvouděložných rostlin z řádu hvozdíkotvaré (Caryophyllales), zahrnující 3 rody a 28 druhů. Jsou to byliny a keře, rozšířené v tropech celého světa.

## Popis
Talinovité jsou byliny, polokeře a keře, nezřídka liánovitého vzrůstu. Rostliny mají často hlízovité zásobní kořeny. Listy jsou ploché, střídavé, často lehce sukulentní, lysé nebo chlupaté, s celistvou celokrajnou čepelí.
Květy jsou drobné až středně velké a nápadné, oboupohlavné, pravidelné, jednotlivé úžlabní nebo v koncových latovitých květenstvích. Kalich je složen ze 2 kališních lístků a je opadavý nebo za plodu vytrvalý. Koruna je nejčastěji z 5 korunních lístků, u rodů Taniella a Amphipetalum jsou korunní lístky 2 až 4 a nejsou jasně odlišené od kališních. Tyčinek je 15 až 35. Semeník je svrchní, srostlý ze 3 až 5 plodolistů avšak s jedinou komůrkou. Plodem je mnohasemenná lokulicidní tobolka se zaschlými zbytky okvětí nebo bobule (Talinella).

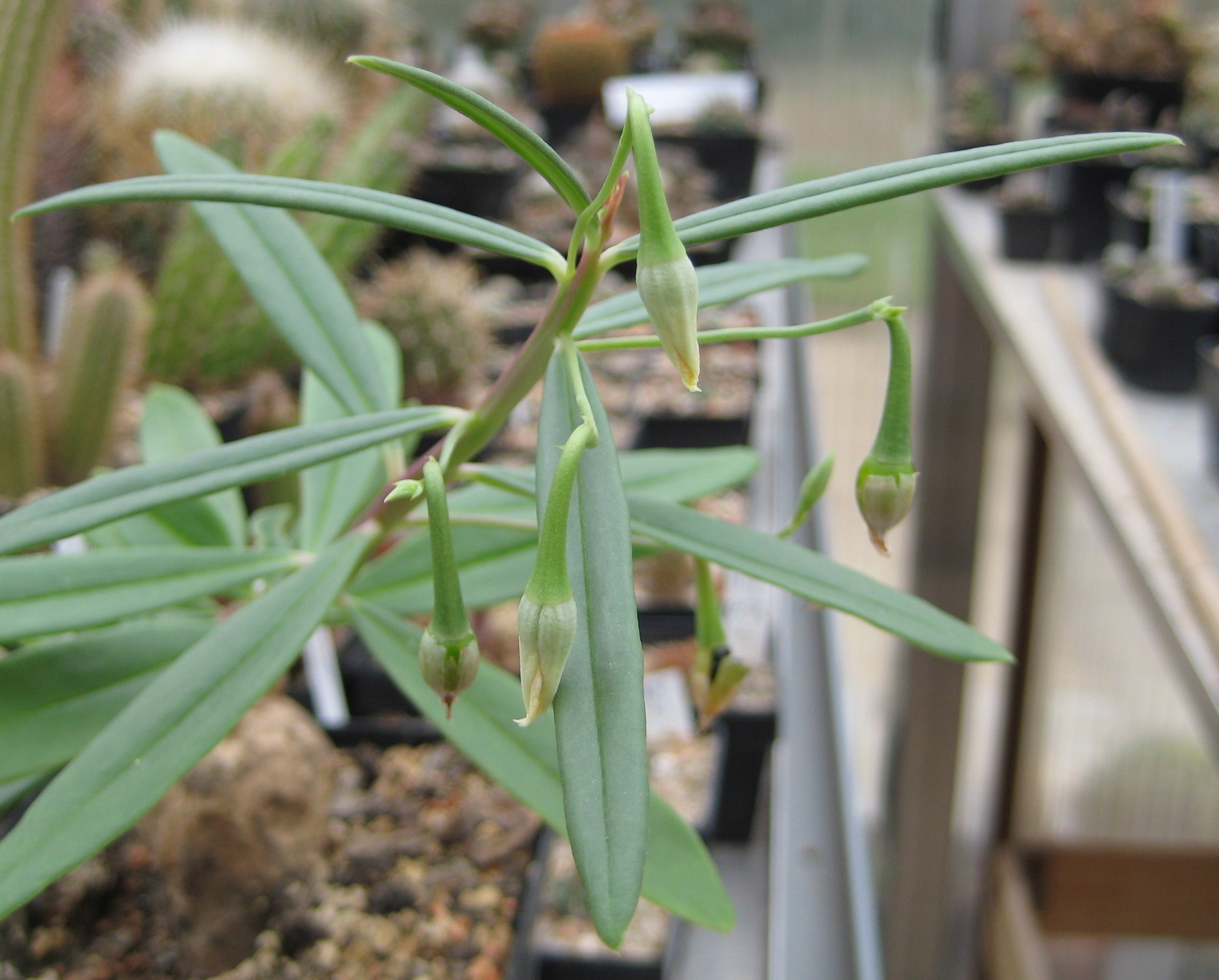
Talinum tenuissimum
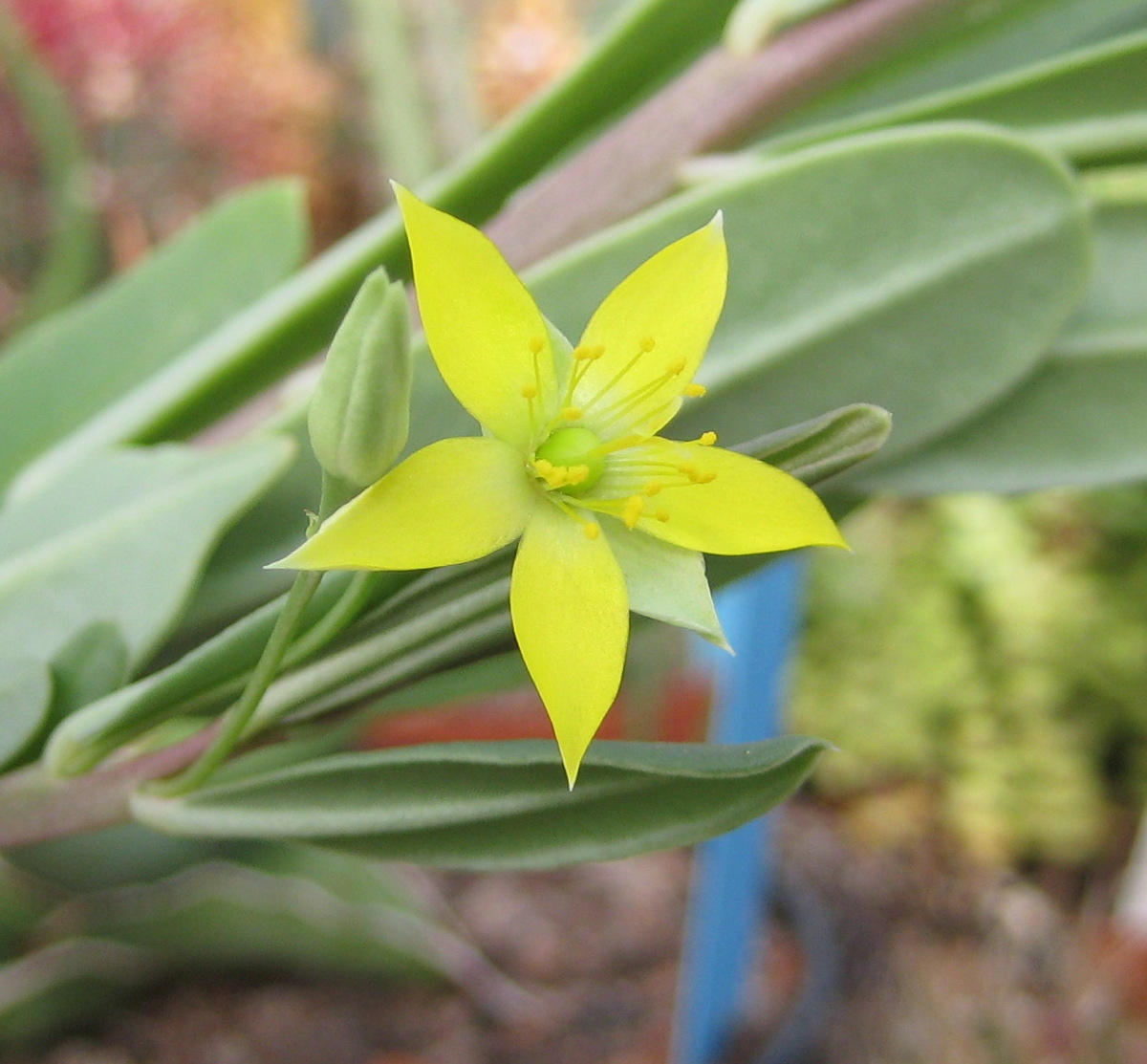
Detail květu Talinum tenuissimum
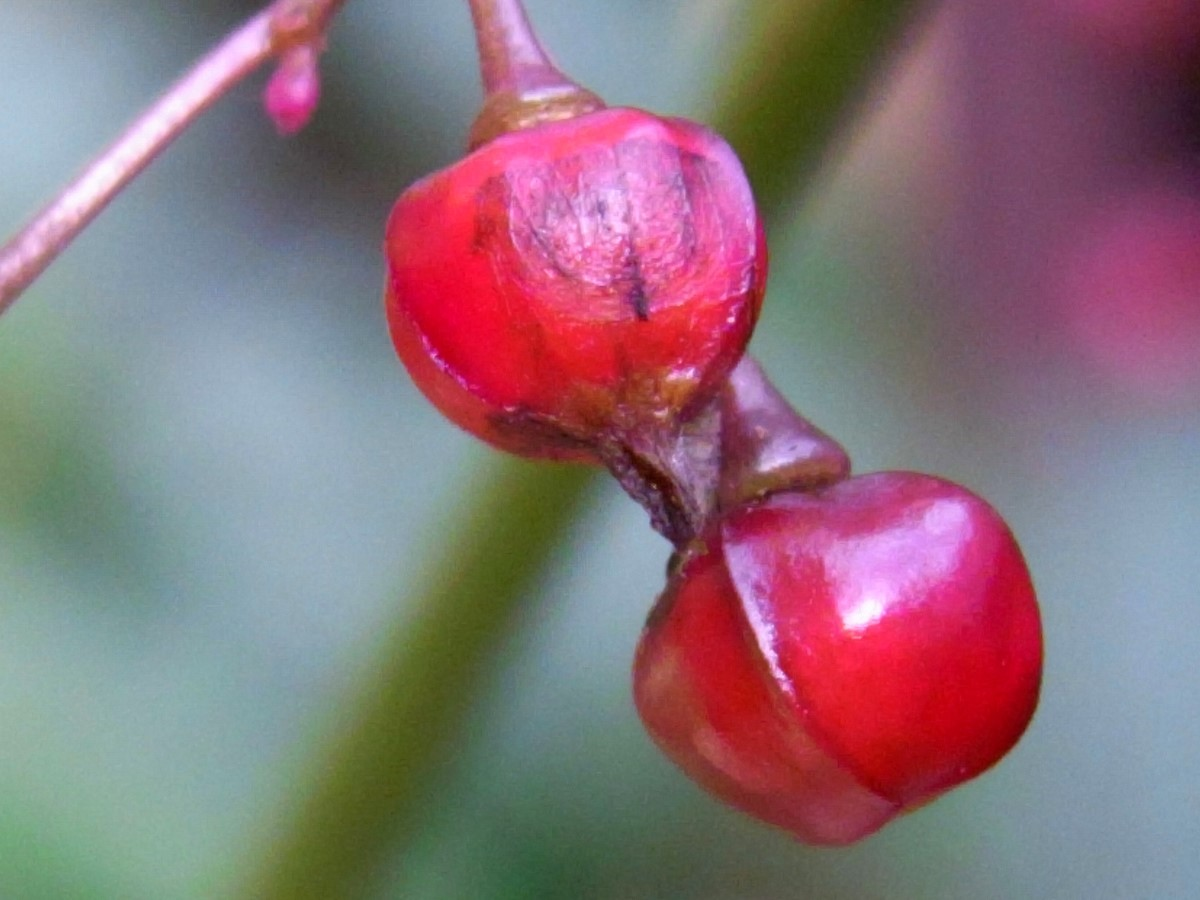
Plody Talinum paniculatum
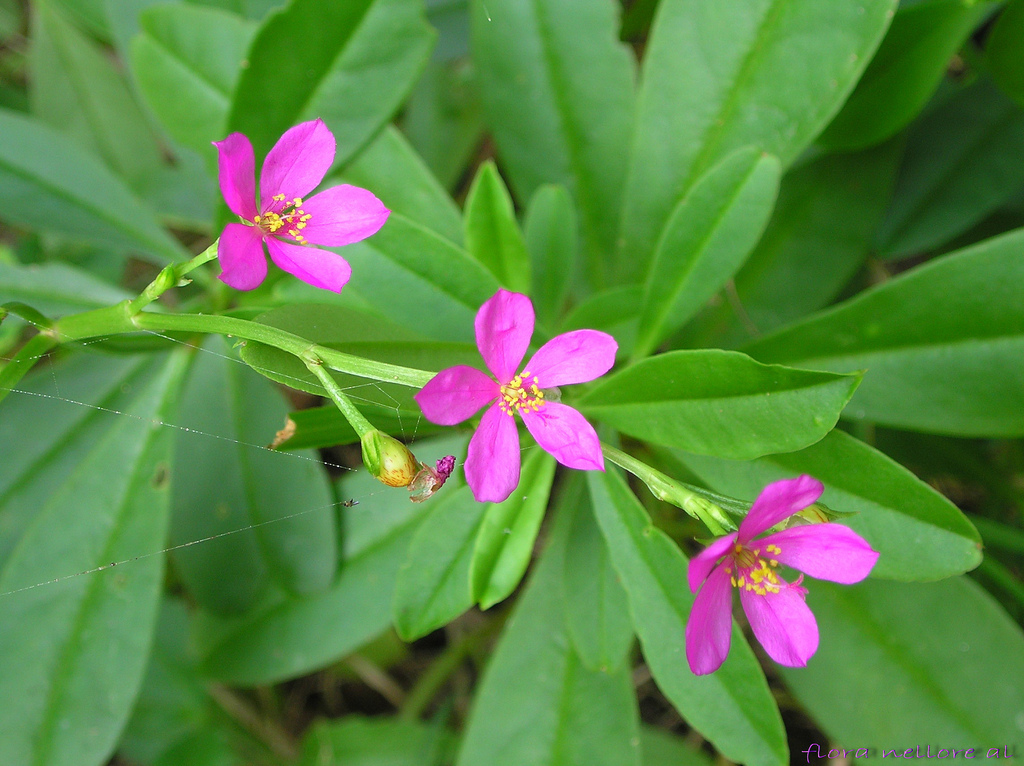
Talinum cuneifolium
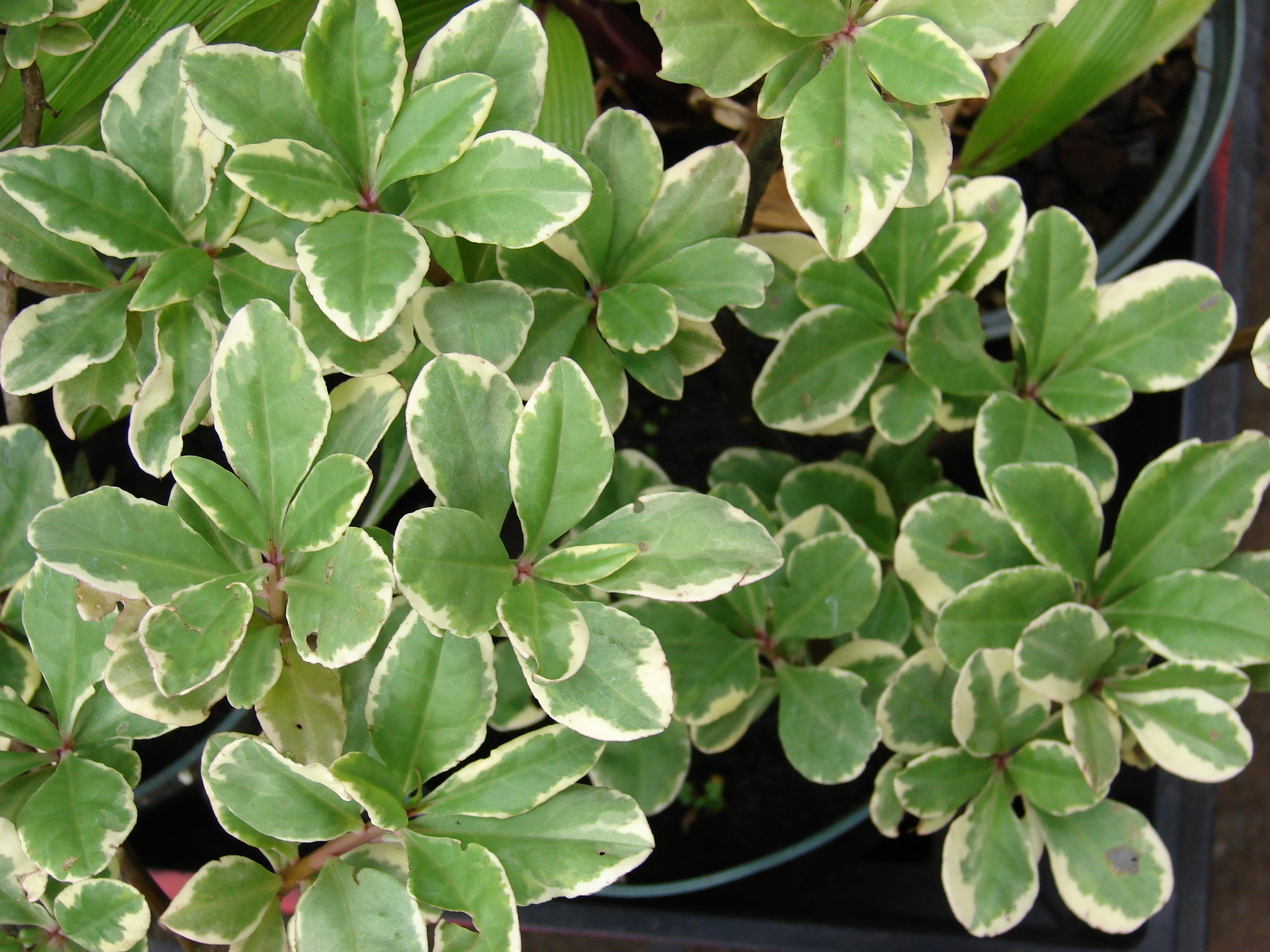
Talinum paniculatum, panašovaný kultivar

## Rozšíření
Čeleď talinovité zahrnuje 28 druhů ve 3 rodech. Vyskytuje se v Severní i Jižní Americe, v Africe a na Madagaskaru. V Evropě není tato čeleď zastoupena. Největší rod je Talinum (asi 15 druhů), původní v tropické Africe a Americe a zavlečený do tropů celého světa. Rod Talinella obsahuje 12 druhů a všechny se vyskytují výhradně na Madagaskaru. Rod Amphipetalum zahrnuje jediný druh, Amphipetalum paraguayense, vyskytující se v Bolívii a v Paraguayi.

## Taxonomie
Talinaceae je nová čeleď, publikovaná v roce 2001, kdy byla uveřejněna molekulární fylogenetická studie čeledi šruchovité (Portulacaceae), kam byly do té doby stávající rody čeledi Talinaceae řazeny. Výzkum rodů však stále pokračuje a v budoucnu bude možná rod Talinella vřazen do rodu Talinum.
Z rodu Talinum byla vyjmuta sekce Phemeranthus, zahrnující asi 25 druhů, a přesunuta jako rod Phemeranthus do čeledi zdrojovkovité (Montiaceae).
Podle kladogramů APG je čeleď Talinaceae součástí monofyletické větve řádu hvozdíkotvaré tvořené čeleděmi Talinaceae, trsnatcovité (Anacampserotaceae), šruchovité (Portulacaceae) a kaktusovité (Cactaceae).

## Zástupci
- talinum (Talinum)[4]

## Význam
Listy některých druhů rodu talinum jsou v tropických zemích používány jako oblíbená zelenina, zejména Talinum paniculatum, T. triangulare a T. portulacifolium. V jihovýchodní Asii se také používají pro celkově posilující a povzbuzující působení jako náhrada ženšenu.
Některé druhy rodu talinum jsou pěstovány jako okrasné rostliny. Nejčastěji se lze setkat s druhem Talinum paniculatum, nápadným zvláště nevelkými růžovými květy v rozvolněném květenství. Pěstuje se i v panašované formě.

## Přehled rodů
Amphipetalum, Talinella, Talinum